# Кенан
Кенан (умер 24 ноября 489) — ирландский епископ, ныне несуществующего, диоцеза Дулик. Он происходил из королевского рода Манстера. День памяти — 24 ноября.

## Биография
Он был учеником монаха Натана. В юности Кенан был одним из пятидесяти знатных заложников, которые были переданы королю Лоэгайре, сыну Ниалла. Он был освобожден благодарю заступничеству епископа Киаран. После этого Кенан отправился в Галлию и некоторое время провел в Туре в монастыре святого Мартина.
Вернувшись на родину, он обратил в христианство множество жителей Коннахта. Затем он перебрался в Ленстер и основал христианскую церковь в месте, которое по сей день называют Лесом Кенана (англ. Wood of Cianán). Потом Кенан отправился в Тир Эогайн, где правил дядя его матери Эйтне — Эоган. Там он разрушил языческий алтарь и идол, и затем построил на этом месте церковь. Согласно рукописям, сохранившимся в библиотеке Кембриджа, Кенан построил здесь каменную церковь, которую назвал Дамлиаг (ирл. Damhliag), в дальнейшем название которой исказилось до Дулик. Это была первая каменная церковь в Ирландии.
Кенан умер 24 ноября 489 года.

## Наследие
Некоторые современные исследования предполагают, что именно от его имени произошло название племени «кианнахта».